# Isopterygium submersum
Isopterygium submersum là một loài Rêu trong họ Hypnaceae. Loài này được (Broth.) Broth. mô tả khoa học đầu tiên năm 1908.